# Victor Hollaender
Victor Hollaender (Leobschütz, 1866 – Hollywood, 1940) è stato un pianista, direttore d'orchestra e compositore tedesco.
Componeva anche sotto lo pseudonimo di Arricha del Tolveno.

## Biografia
Nacque in Slesia, in quella che all'epoca si chiamava Leobschütz e che, dopo la guerra sarebbe diventata polacca con il nome di Głubczyce. Studiò musica presso la Nuova Accademia Musicale fondata a Berlino da Theodor Kullak prendendo lezioni di pianoforte da Franz Kullak e di composizione da Otto Neitzel e Albert Becker.
Dal 1886, lavorò ad Amburgo, Budapest, Marienbad e Berlino. Venne ingaggiato anche al Nuovo Teatro Tedesco di Milwaukee e poi a Chicago e a Londra, dove lavorò alla Royal Opera Comique. Diventò direttore musicale del Circo Barnum & Bailey, dove sua moglie Rosa Perl cantava nella rivista del circo. Nel 1896, nacque suo figlio Friedrich e, nel 1899, la famiglia ritornò in Germania. A Berlino, Hollaender non solo insegnò al conservatorio, ma compose anche le musiche per il primo cabaret tedesco, l'Überbrettl, fondato nel 1901 da Ernst von Wolzogen. Nello stesso anno, iniziò una collaborazione con il Metropol-Theater; lavorò per il teatro e il cabaret, scrivendo anche operette e prendendo parte attiva alla straordinaria vita culturale della Berlino di quegli anni. Alcune sue composizioni divennero popolari attraverso l'esecuzione di noti artisti come Fritzi Massary o Henry Bender.
Negli anni della prima guerra mondiale, scrisse ancora alcune operette, mentre negli anni venti lavorò soprattutto come regista teatrale. Alla salita al governo dei nazisti, Hollaender lasciò la Germania per andare in esilio a Hollywood, seguito nel 1934 da suo figlio Friedrich.

### La famiglia
Figlio di Renette Danziger e del medico Siegmund Hollaender, Victor era fratello del violinista Gustav Hollaender e dello scrittore Felix Hollaender. Suo figlio Friedrich diventò pure lui musicista e viene ricordato per le colonne sonore che hanno accompagnato musicalmente molti film famosi.

## Filmografia
- Sumurun, regia di Ernst Lubitsch (1920)
- Zwei Welten, regia di Ewald André Dupont (1930)